# Austerlitz (Pays-Bas)
Pour les articles homonymes, voir Austerlitz.
Austerlitz est le nom d'une ville des Pays-Bas, située dans la commune de Zeist, dans la province d'Utrecht. 
Il ne faut pas la confondre avec Austerlitz (aujourd'hui Slavkov u Brna) en Moravie, lieu de la célèbre bataille napoléonienne.

## Histoire

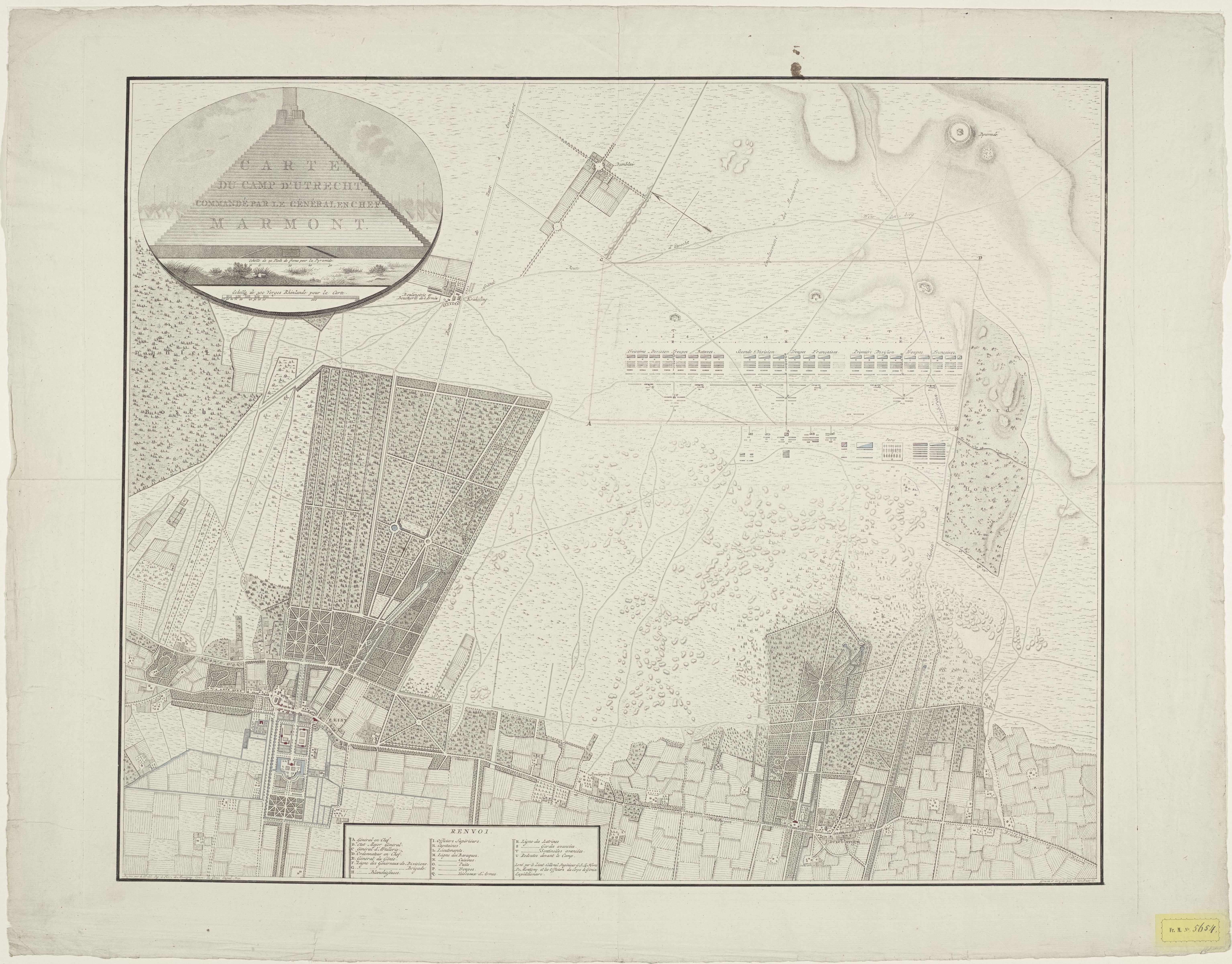
Carte du camp d'Utrecht, commandé par le général en chef Marmont (1805).

À la suite de la rupture de la paix d'Amiens entre la France et le Royaume-Uni en 1803, le Premier Consul Napoléon Bonaparte prépare ses armées en vue d'une invasion de la Grande-Bretagne. En mars 1804, le général Auguste Marmont est nommé commandant des troupes françaises et bataves stationnées en République batave. Il établit son camp près de Zeist, à une dizaine de kilomètres de la ville d'Utrecht, dans une plaine de landes propice aux manœuvres militaires et riches en ressources. Les 18 000 hommes sont répartis en trois divisions, installées dans trois sections appelées Bois-en-Ville, Marmontville et Petitville. Le camp lui-même est appelé Camp de Zeist ou Camp d'Utrecht.
Une pyramide, appelée « Marmontberg » ou « pyramide d'Austerlitz » a été édifiée par les soldats à l'été 1804 à proximité pour commémorer la création du camp.
À l'été 1805, l'armée de Marmont devient le 2e corps de la Grande Armée et quitte la République batave à la fin du mois d'août pour prendre part à la campagne d'Allemagne qui se terminera le 2 décembre par la victoire française sur les Russes et Autrichiens à Austerlitz (Moravie). Les commerçants installés en bordure du camp de Zeist s'établissent dans les campements, qui deviennent alors un vrai village. Pour prévenir la destruction de sa construction, Marmont fait l'acquisition des terres sur lesquelles la pyramide est établie, et en confie la garde à trois soldats retraités pour lesquels il construit trois fermes.
Le 17 août 1806, le nouveau roi de Hollande Louis, le frère de Napoléon Ier fonde officiellement la ville à l'emplacement du camp en l'honneur de la victoire de son frère à Austerlitz, le 2 décembre 1805. Austerlitz est toutefois souvent considéré comme un village.

## Personnalités liées
- Mick Mulder, acteur néerlandais, y est né en 1991.